# Lichères-sur-Yonne
Lichères-sur-Yonne [liʃɛʁ syʁ jɔn] ist eine französische Gemeinde mit 41 Einwohnern (Stand: 1. Januar 2022) im Département Yonne in der Region Bourgogne-Franche-Comté. Sie gehört zum Arrondissement Avallon und zum Kanton Joux-la-Ville. Die Einwohner werden Lichérois und Lichéroises genannt.

## Geografie
Lichères-sur-Yonne liegt etwa 32 Kilometer südlich von Auxerre und etwa 24 Kilometer westnordwestlich von Avallon an der Grenze zum benachbarten Département Nièvre. Die Yonne begrenzt die Gemeinde im Norden. Der Ruisseau de Saint-Gervais entspringt im Gebiet der Gemeinde, durchfließt es in nördlicher Richtung, bevor er an der nördlichen Gemeindegrenze in die Yonne mündet. Fast drei Viertel der Fläche der Gemeinde sind bewaldet.
Umgeben wird Lichères-sur-Yonne von den Nachbargemeinden Lucy-sur-Yonne im Norden und Nordwesten, Crain im Norden, Châtel-Censoir im Osten und Nordosten, Asnières-sous-Bois im Osten, Dornecy (Nièvre) im Süden, Armes (Nièvre) im Südwesten sowie Clamecy (Nièvre) und Pousseaux (Nièvre) im Westen.

## Einwohnerentwicklung
| Jahr                       | 1962 | 1968 | 1975 | 1982 | 1990 | 1999 | 2006 | 2013 | 2020 |
| -------------------------- | ---- | ---- | ---- | ---- | ---- | ---- | ---- | ---- | ---- |
| Einwohner                  | 97   | 86   | 54   | 68   | 69   | 68   | 61   | 57   | 43   |
| Quellen: Cassini und INSEE |      |      |      |      |      |      |      |      |      |

## Sehenswürdigkeiten
- Kirche Saint-Vérain aus dem 16. Jahrhundert, seit 1926 als Monument historique eingeschrieben
- Schloss Faulin im Tal der Yonne gelegen, Ende des 15. Jahrhunderts erbaut, seit 1993 als Monument historique klassifiziert